# Nos mantenemos unidos
Nos mantenemos unidos (Hum Saath-Saath Hain en Hindi:हम साथ-साथ हैं ), abreviado como HSSH, es una película dramática familiar en idioma hindi de 1999 escrita y dirigida por Sooraj Barjatya producida y distribuida por Rajshri Productions .  La película está protagonizada por Salman Khan, Karisma Kapoor, Saif Ali Khan, Tabu, Sonali Bendre, Mohnish Bahl junto a Neelam, Mahesh Thakur, Reema Lagoo y Alok Nath. La historia esta basada en una familia unida, sus valores y su unión, que se distancian tras un malentendido.
Nos Mantenemos Unidos se estrenó el 5 de noviembre de 1999  convirtiéndose en la película más taquillera del año y uno de los mayores éxitos de taquilla de la década, con una recaudación mundial de ₹ 81,7 crore. Recibió críticas predominantemente positivas de los críticos. Se convirtió en la primera película de Bollywood en ser proyectada en cines canadienses, con seis proyecciones en Toronto. La película también fue doblada al telugu y estrenada con el título Premanuragam.

## Elenco
- Salman Khan como Prem Chaturvedi, segundo hijo de Ramkishen y Mamta, marido de Preeti
- Sonali Bendre como Dr. Preeti Shukla Chaturvedi, hija de Pritam y esposa de Prem
- Saif Ali Khan como Vinod Chaturvedi, tercer hijo de Ramkishen y Mamta, esposo de Sapna
- Karisma Kapoor como Sapna Bajpai Chaturvedi, hermana de Dharamraj, nieta de Durga y esposa de Vinod
- Tabu como Sadhna Sharma Chaturvedi, hija de Adarsh, esposa de Vivek
- Mohnish Bahl como Vivek Chaturvedi, hijo de Ramkishen, hijastro de Mamta,
- Mahesh Thakur como Anand Pandey, esposo de Sangeeta, padre de Radhika
- Neelam como Sangeeta Chaturvedi Pandey, hija de Ramkishen y Mamta, madre de Radhika
- Reema Lagoo como Mamta Awasthi Chaturvedi, madrastra de Vivek, Prem, madre de Sangeeta y Vinod
- Alok Nath como Ramkishan Chaturvedi, Padre de Vivek, Prem, Sangeeta y Vinod
- Shakti Kapoor como Anwar Khan, amigo de Vivek
- Satish Shah como Pritam Shukla, padre de Preeti
- Sadashiv Amrapurkar como Dharamraj Bajpai, hijo de Durga, padre de Sapna
- Rajiv Verma como Adarsh Sharma, padre de Sadhana
- Ajit Vachani como el abogado Pranab Awasthi, hermano de Mamta
- Himani Shivpuri como Neenakshi Awasthi, esposa de Pranab, cuñada de Mamta
- Shammi como Durga Devi, madre de Dharamraj, abuela de Sapna
- Dilip Dhawan como Anurag Pandey, hermano de Anand, cuñado de Sangeeta, padre de Raju y Bablu
- Sheela Sharma como Jyoti Pandey, esposa de Anurag, cuñada de Anand, madre de Raju y Bablu
- Kunika como Shanti Goel, Mamta's friend
- Jayshree T. como Krishna Verma, Mamta's friend
- Kalpana Iyer como Shobha Gupta, Mamta's friend
- Huma Khan como Rehana Baig,  Anwar's wife
- Jatin Kanakia como Dr. Rajiv Sen
- Dinesh Hingoo como Raghuveer Singh
- Zoya Afroz como Radhika Pandey, Anand and Sangeeta's daughter
- Achyut Potdar como Asif Ali Baig
- Zaki Mukaddam como Rajeev "Raju" Pandey, Anurag and Jyoti's first son
- Hardik Tanna como Aditya "Bablu" Pandey, Anurag and Jyoti's second son

## Banda sonora
| Nos Mantenemos Unidos |                                  |                                                                                          |          |  |
| N.º                   | Título                           | Cantantes                                                                                | Duración |  |
| 1.                    | «Hum Saath Saath Hain»           | Hariharan, Anuradha Paudwal, Kumar Sanu, Alka Yagnik, Udit Narayan, Kavita Krishnamurthy | 3:57     |  |
| 2.                    | «Yeh To Sach Hai Ki Bhagwan Hai» | Milind Ingle, Hariharan, Pratima Rao, Ghanshyam Vaswani, Santosh Tiwari, Ravinder Rawal  | 6:33     |  |
| 3.                    | «Chhote Chhote Bhaiyon Ke»       | Kavita Krishnamurthy, Udit Narayan, Kumar Sanu                                           | 4:15     |  |
| 4.                    | «Sunoji Dulhan»                  | Kavita Krishnamurthy, Udit Narayan, Sonu Nigam, Roop Kumar Rathod, Pratima Rao           | 12:11    |  |
| 5.                    | «A B C D»                        | Udit Narayan, Hariharan, Hema Sardesai, Shankar Mahadevan                                | 4:32     |  |
| 6.                    | «Mhare Hiwda»                    | Kavita Krishnamurthy, Hariharan, Kumar Sanu, Alka Yagnik, Udit Narayan, Anuradha Paudwal | 6:22     |  |
| 7.                    | «Maiyya Yashoda»                 | Kavita Krishnamurthy, Alka Yagnik, Anuradha Paudwal                                      | 6:19     |  |
| 42:48                 |                                  |                                                                                          |          |  |

## Reconocimientos
| Award                                    | Fecha de la ceremonia | Categoría                                | Ganador                         | Resultado | Ref.          |
| ---------------------------------------- | --------------------- | ---------------------------------------- | ------------------------------- | --------- | ------------- |
| Filmfare Awards                          | 13 de febrero de 2000 | Best Supporting Actor                    | Mohnish Behl                    |           | [ 9 ]         |
| International Indian Film Academy Awards | 24 de junio de 2000   | Best Story                               | Sooraj Barjatya                 |           | [ 10 ] [ 11 ] |
| International Indian Film Academy Awards | 24 de junio de 2000   | Best Makeup                              | Jayanti Shevale                 |           | [ 10 ] [ 11 ] |
| People's Choice Awards India             | 2000                  | Best Supporting Actor                    | Mohnish Behl                    |           | [ 12 ]        |
| People's Choice Awards India             | 2000                  | Best Supporting Actor                    | Saif Ali Khan                   |           | [ 12 ]        |
| People's Choice Awards India             | 2000                  | Best Supporting Actress                  | Reema Lagoo                     |           | [ 12 ]        |
| Zee Cine Awards                          | 11 de marzo de 2000   | Best Director                            | Sooraj Barjatya                 |           | [ 13 ] [ 14 ] |
| Zee Cine Awards                          | 11 de marzo de 2000   | Best Actor - Male                        | Salman Khan                     |           | [ 13 ] [ 14 ] |
| Zee Cine Awards                          | 11 de marzo de 2000   | Best Actor in a Supporting Role – Male   | Mohnish Behl                    |           | [ 13 ] [ 14 ] |
| Zee Cine Awards                          | 11 de marzo de 2000   | Best Actor in a Supporting Role – Female | Neelam Kothari                  |           | [ 13 ] [ 14 ] |
| Zee Cine Awards                          | 11 de marzo de 2000   | Best Actor in a Comic Role               | Saif Ali Khan                   |           | [ 13 ] [ 14 ] |
| Zee Cine Awards                          | 11 de marzo de 2000   | Best Music Director                      | Raamlaxman                      |           | [ 13 ] [ 14 ] |
| Zee Cine Awards                          | 11 de marzo de 2000   | Best Choreography                        | Jay Borade for "Maiyya Yashoda" |           | [ 13 ] [ 14 ] |
| Zee Cine Awards                          | 11 de marzo de 2000   | Best Editing                             | Mukhtar Ahmed                   |           | [ 13 ] [ 14 ] |
| Zee Cine Awards                          | 11 de marzo de 2000   | Best Art Direction                       | Bijon Dasgupta                  |           | [ 13 ] [ 14 ] |
| Zee Cine Awards                          | 11 de marzo de 2000   | Best Background Score                    | Raamlaxman                      |           | [ 13 ] [ 14 ] |
| Zee Cine Awards                          | 11 de marzo de 2000   | Best Sound Recording                     | Narinder Singh                  |           | [ 13 ] [ 14 ] |
| Zee Cine Awards                          | 11 de marzo de 2000   | Best Re-Recording                        | Kuldip Sood                     |           | [ 13 ] [ 14 ] |